# Commercial Orbital Transportation Services
Pour les articles homonymes, voir COTS.
Commercial Orbital Transportation Services (COTS), (Service de transport commercial orbital), est un programme spatial de la NASA dont le but est de confier à des acteurs privés le transport d'une partie du fret et des équipages jusqu'à la Station spatiale internationale. Ce programme est annoncé en janvier 2006 en attendant que la NASA dispose de moyens de lancement lui permettant de remplacer la navette spatiale américaine retirée prématurément.

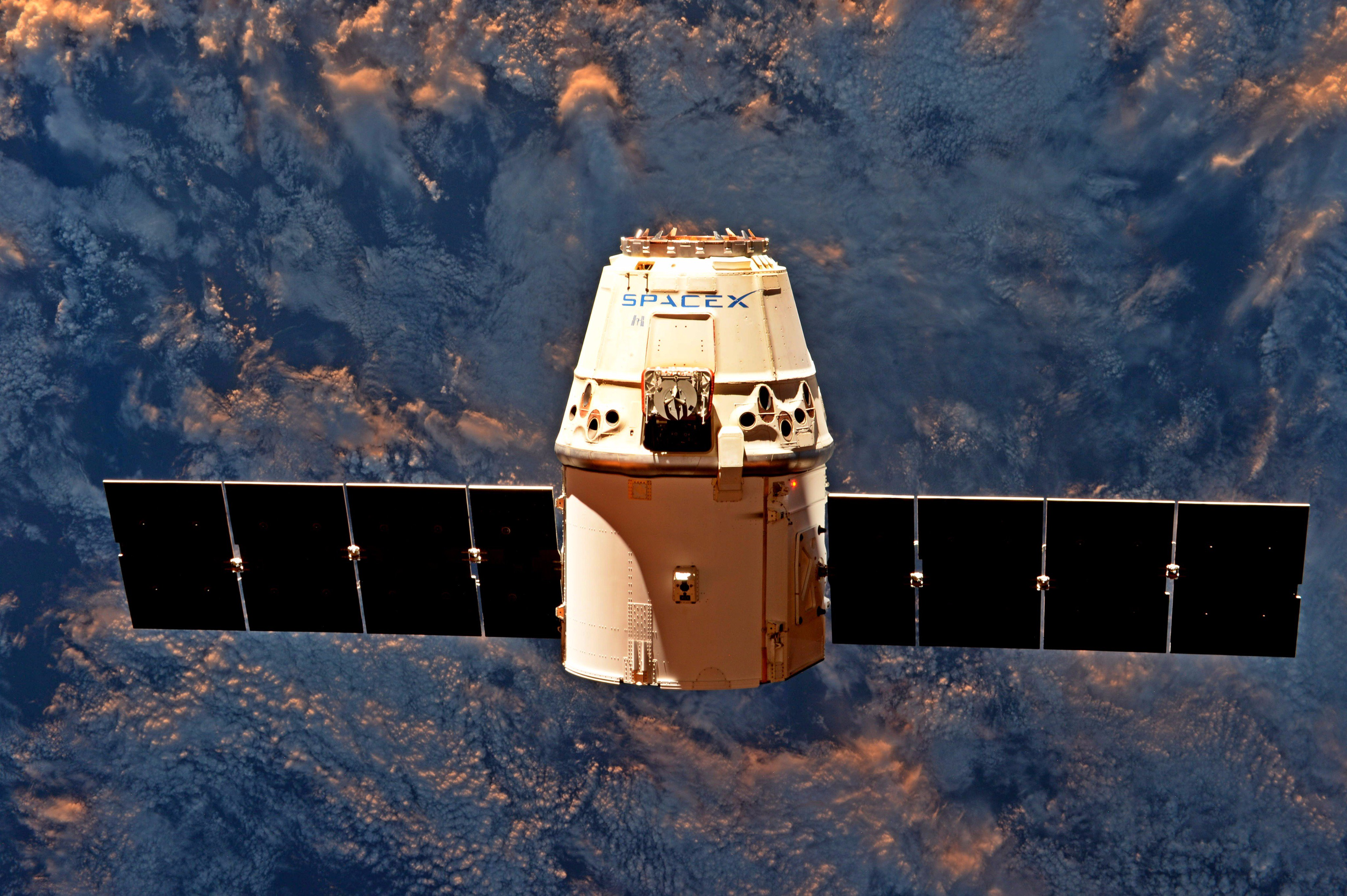
Le vaisseau cargo Dragon de SpaceX. Il s'agit de la mission Dragon CRS-11.

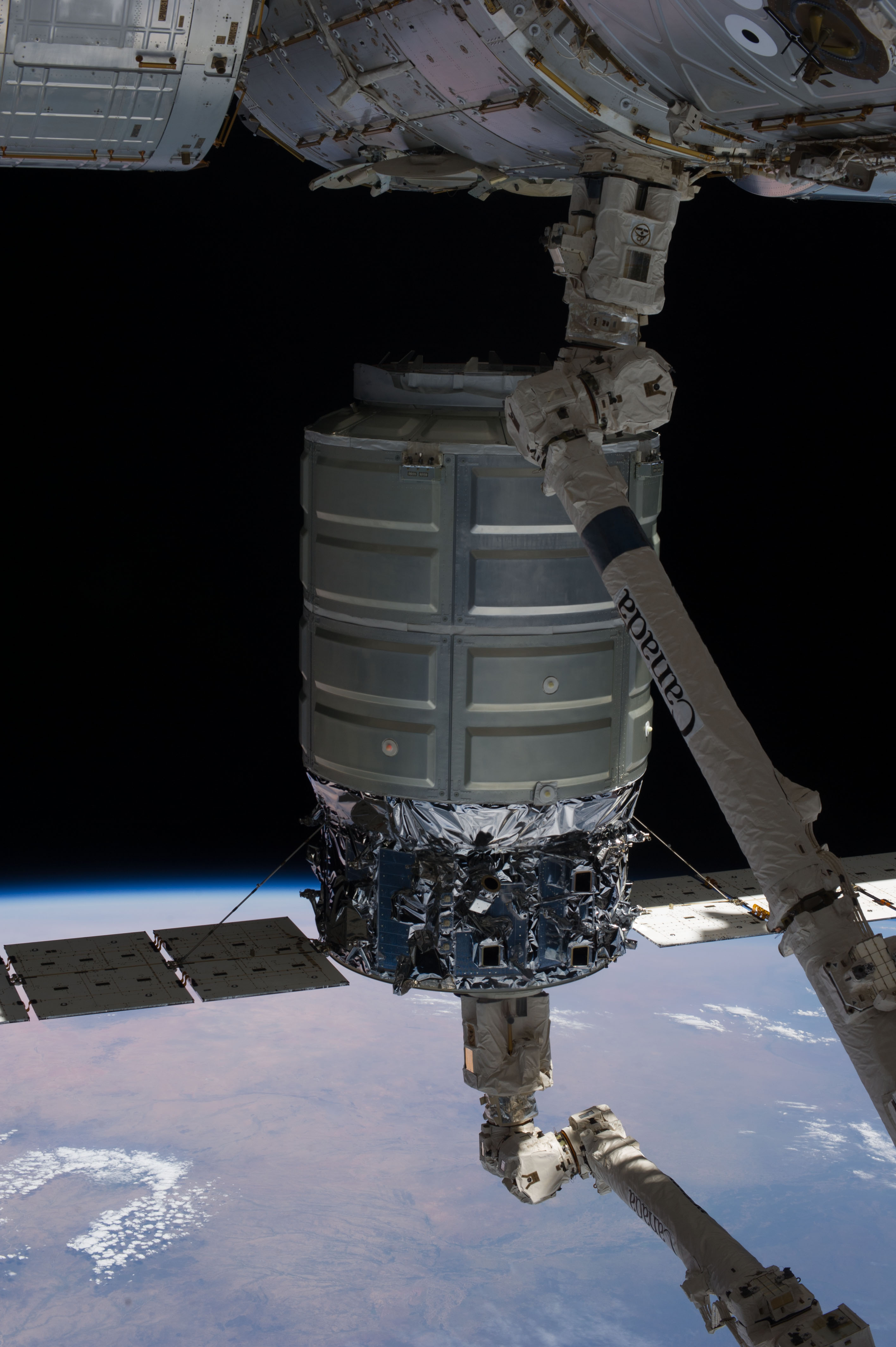
Le cargo Cygnus d'Orbital Sciences. Il s'agit de la première mission du vaisseau vers l'ISS.

Après avoir lancé un appel d'offres, la NASA sélectionne respectivement en 2006 et 2008, le vaisseau Dragon associé au lanceur Falcon 9 de la société SpaceX et le vaisseau Cygnus associé au lanceur Antares de la société Orbital Sciences. Les vols de qualification ont lieu respectivement en décembre 2010 et septembre 2013 avec les premiers transports opérationnels en mai 2012 et janvier 2014.  

## Contexte
L'accident de la navette spatiale Columbia en 2003, qui entraîne la mort de son équipage, remet en cause l'utilisation de la navette spatiale américaine. Dans ce contexte, le président des États-Unis George W. Bush lance le 14 janvier 2004 le programme « Vision for Space Exploration » qui fixe de nouvelles orientations pour le programme spatial habité en intégrant la nécessité d'arrêter à court terme les vols des navettes spatiales américaines et un retour sur la Lune pour 2019. Le programme COTS a pour objectif de développer des engins spatiaux (lanceurs et vaisseaux) permettant de remplacer la navette spatiale américaine dont le retrait est désormais programmé pour 2010 dans le cadre de sa mission de transport de fret (le transport des équipages est pris en charge par le programme CCDev). Après le retrait des navettes en juillet 2011, la NASA doit recourir aux services de véhicules spatiaux étrangers (Soyouz et Progress russes, HTV japonais et ATV européen)  pour le ravitaillement et la rotation des équipages en attendant la disponibilité du lanceur Ares I et du véhicule spatial Orion à l'époque planifiée en 2014. Pour la période 2010-2015, la NASA calcule que ces moyens de transport ne permettent de transporter que la moitié des 80 tonnes de fret nécessaires pour que la Station spatiale internationale fonctionne avec un équipage permanent de 6 personnes. Le programme COTS qui a pour objectif de confier au secteur privé le transport du fret manquant et éventuellement des passagers vers la Station spatiale internationale est lancé en 2006,.

## COTS et Comercial Resupply Services
Le SCEP est lié au programme Commercial Resupply Services (CRS) mais en est distinct. Le COTS a trait au développement des véhicules et le CRS aux livraisons réelles. Le système commercial implique un certain nombre d'accords et d'échange, la NASA versant des paiements d'étape. Le COTS n'implique pas de contrats exécutoires. En revanche, le CRS implique des contrats juridiquement contraignants, ce qui signifie que les fournisseurs seraient responsables s'ils ne s'acquittaient pas de leurs obligations. 
Le programme de transport commercial des équipages (CCDev) est un programme connexe qui vise spécifiquement à développer un moyen américain d'envoyer des astronautes vers l'ISS. Il est semblable au COTS-D. Ces trois programmes sont gérés par le Commercial Crew and Cargo Program Office (C3PO) de la NASA.

## L'appel d'offres
L'appel d'offres lancé par la NASA permet aux candidats de souscrire à 4 types de prestation différentes :
- Prestation A : transport de fret pressurisé (ravitaillement et pièces détachées à transporter dans la partie pressurisée de la station) jusqu'à la Station spatiale internationale, retour avec les déchets et destruction du vaisseau durant la phase de rentrée atmosphérique.
- Prestation B : transport de fret non pressurisé (pièces détachées à installer à l'extérieur de la station) jusqu'à la Station spatiale internationale, retour avec les déchets et destruction du vaisseau durant la phase de rentrée atmosphérique.
- Prestation C : transport de fret pressurisé jusqu'à la Station spatiale internationale et retour de fret à Terre (pièces à recycler, expériences scientifiques).
- Prestation D : transport des astronautes jusqu'à la Station spatiale internationale et retour sur Terre.

Deux sociétés sont retenues en 2006 à l'issue de l'appel d'offres : SpaceX qui propose son vaisseau Dragon associé à son lanceur Falcon 9 et Kistler Aerospace (en) qui propose son vaisseau Kistler K-1. Mais cette dernière société ne parvient pas par la suite à réunir des capitaux suffisants et la NASA doit relancer un appel d'offres en 2008 au terme duquel le vaisseau Cygnus associé au lanceur Antares de la société Orbital Sciences, sont sélectionnés. 
- La NASA passe contrat avec la société SpaceX en décembre 2008 pour le lancement de 12 vaisseaux ayant une capacité cargo totale de 20 tonnes au minimum pour un montant de 1,6 milliard de dollars américains. Les clauses du contrat prévoient qu'il peut être étendu jusqu'à concurrence d'un montant de 3,1 milliards de dollars américains[5].
- En décembre 2008, la NASA passe un contrat de 1,9 milliard de dollars américains avec Orbital Sciences pour que celle-ci transporte 20 tonnes de fret d'ici 2016 en effectuant 8 lancements de son cargo spatial[6]. Le premier test en vol de son véhicule spatial est attendu pour fin 2010[7].

De nouveaux candidats sont sélectionnés début 2010 pour le transport exclusif des astronautes dans le cadre du programme Commercial Crew Development alors que l'arrêt du programme Constellation est annoncé le 1er février 2010 et le prolongement de la durée de vie de la Station spatiale internationale jusqu'à 2020 (sous réserve de l'accord du Congrès).

## Participants
Plus d'une vingtaine d'organisations soumettent des propositions commerciales en mars 2006, dont vingt sont rendues publiques. Au 21 novembre 2007, la NASA a reçu de nouvelles propositions commerciales d'au moins sept entreprises.
| Entreprise                           | Vaisseau cargo             | Système de lancement    | Entreprises partenaires              | Participant au premier tour | Semi-finaliste du premier tour | Participant au second tour | Vainqueur |
| ------------------------------------ | -------------------------- | ----------------------- | ------------------------------------ | --------------------------- | ------------------------------ | -------------------------- | --------- |
| Orbital Sciences/Orbital ATK         | Cygnus                     | Antares,                |                                      | ?                           | Non                            | Oui                        | Oui       |
| SpaceX                               | Dragon                     | Falcon 9                |                                      | Oui                         | Oui                            | Oui                        | Oui       |
| Andrews Space                        | Andrews Cargo Module       | Hercules                | Alliant Techsystems, MDA             | Oui                         | Oui                            | Oui                        | Non       |
| Boeing                               | Automated Transfer Vehicle | Delta IV ou Atlas V     | Arianespace, EADS Astrium            | ?                           | Non                            | Oui                        | Non       |
| PlanetSpace,                         | Orbital Transfer Vehicle   | Athena III              | Alliant Techsystems, Lockheed Martin | Non                         | Non                            | Oui                        | Non       |
| SpaceHab,                            | ARCTUS                     | Atlas V                 | Lockheed Martin                      | Oui                         | Oui                            | Oui                        | Non       |
| Rocketplane Kistler                  | K-1                        | K-1                     | Orbital Sciences                     | Oui                         | Oui                            | Non                        | Non       |
| Venturer Aerospace                   | S-550 (spacecraft)         | Falcon 9                | SpaceX                               | Oui                         | Non                            | Non                        | Non       |
| SpaceDev,                            | Dream Chaser               | Atlas V                 | Lockheed Martin                      | Oui                         | Oui                            | ?                          | Non       |
| t/Space,                             | Crew Transfer Vehicle      | QuickReach              | AirLaunch                            | Oui                         | Oui                            | ?                          | Non       |
| Constellation Services International | Progress                   | Soyouz                  | RKK Energia                          | ?                           | Non                            | ?                          | Non       |
| Lockheed Martin                      | ATV, H-II Transfer Vehicle | Atlas V                 | EADS Astrium, JAXA                   | ?                           | Non                            | ?                          | Non       |
| PanAero                              | Space Van                  | Space Van               |                                      | ?                           | Non                            | ?                          | Non       |
| Space Systems/Loral                  | Space Tug                  | Aquarius Launch Vehicle | Constellation Services International | ?                           | Non                            | ?                          | Non       |
| Advent Launch Services               | ?                          | ?                       |                                      | ?                           | Non                            | ?                          | Non       |
| Exploration Partners                 | ?                          | ?                       |                                      | ?                           | Non                            | ?                          | Non       |
| Odyssey Space Research               | ?                          | ?                       |                                      | ?                           | Non                            | ?                          | Non       |
| Thortek Laboratories                 | ?                          | ?                       |                                      | ?                           | Non                            | ?                          | Non       |
| Triton Systems                       | ?                          | ?                       |                                      | ?                           | Non                            | ?                          | Non       |

## Fin du programme
Le programme COTS se termine avec succès en novembre 2013 après que deux sociétés, SpaceX et Orbital Sciences, conçoivent, construisent et lancent leur cargo avec succès. La NASA publie son propre historique du programme COTS.
Le programme Commercial Resupply Services prend la suite du COTS et garantit un certain nombre de commande de mission pour chaque prestataire.
Sierra Nevada Corporation, finaliste malchanceux pour le programme CCDev est sélectionné en 2016 comme troisième prestataire CRS avec sa mini-navette Dream Chaser pour le contrat CRS 2 qui couvre la période 2019-2024.